# オーディン級海防戦艦 (スウェーデン)
| オーディン級海防戦艦 | オーディン級海防戦艦 |
| -------------------- | --- |
| オーディン           | |
| 艦級概観             | |
| 艦種                 | 海防戦艦 |
| 艦名                 | 神話名 |
| 前級                 | スヴェア級 |
| 次級                 | ドリスヘティン（Dristigheten） |
| 性能諸元（竣工時）   | |
| 排水量               | 常備 オーディン：3,445トン ニオルドとトール：3,328トン 満載 オーディン：3,715トン ニオルドとトール：3,720トン |
| 全長                 | 86.3m |
| 水線長               | 84.8m |
| 全幅                 | 14.78m |
| 吃水                 | 5.28m |
| 機関                 | 形式不明石炭専焼円缶6基 +レシプロ機関2基2軸推進 |
| 最大 出力            | 5,350hp |
| 最大 速力            | 16.5ノット |
| 航続 距離            | -ノット/-海里（石炭：300トン） |
| 乗員                 | 252名 |
| 兵装                 | オーディン カネー 1891年型 25.4cm（42口径）単装砲2基 ボフォース 1894年型 12cm（45口径）単装速射砲4基 ボフォース 1895年型 5.7cm（26口径）単装速射砲4基 ボフォース 1895年型 4.7cm（50口径）単装速射砲4基 ボフォース 1894年型 2.5cm（35口径）単装速射砲2基 45cm魚雷発射管単装1基 |
| 兵装                 | ニオルドとトール カネー 1891年型 25.4cm（42口径）単装砲2基 ボフォース 1894年型 12cm（45口径）単装速射砲6基 ボフォース 1889年型 5.7cm（55口径）単装速射砲10基 ボフォース 1894年型 2.5cm（35口径）単装速射砲2基 45cm魚雷発射管単装1基                                           |
| 装甲                 | 鉄製 舷側：243mm（水線最厚部） 甲板：49mm 主砲塔：200mm（前盾）、-mm（天蓋） バーベット部：247mm（最厚部） 副砲ケースメイト：100mm 司令塔：247mm |

オーディン級海防戦艦（スウェーデン語:Oden klass pansarskepp）は、スウェーデン海軍の海防戦艦の艦級である。

## 概要
本級はスウェーデン海軍が自国の沿岸警備のために造り上げた海防戦艦である。

## 艦形

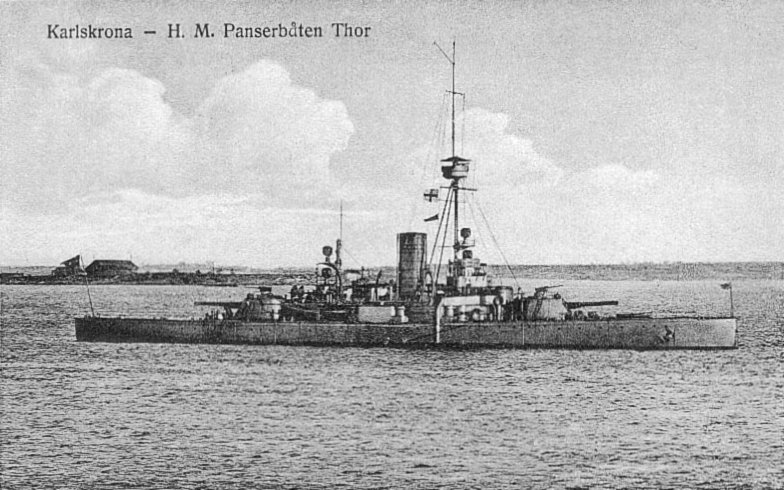
改装後の「トール」。

本級の基本構造は平甲板型船体で水面下に衝角の付く艦首から艦首甲板上に「1894年型 25.4cm（42口径）ライフル砲」を収めた単装式の1番主砲塔が1基、その背後から上部構造物が始まり、司令塔を下部に組み込み、左右に船橋（ブリッジ）を持つ操舵艦橋が設けられ、頂上部に見張り所を持つミリタリー・マストが立つ。船体中央部には1本煙突が立ち、その周囲は煙管型の通風筒が立ち並び、煙突の後方は艦載艇置き場となっており、艦載艇は1番煙突後方の後部マストに付いたクレーン1基と2番煙突の側面に設けられた2本1組のボート・ダビッドが片舷1組ずつ計2組によって運用された。
舷側甲板上には副砲の「ボフォース 12cm（45口径）速射砲」が舷側ケースメイト（砲郭）配置で片舷2基ずつ計4基が配置された。その上部構造物は後部見張り所を基部とする後部マストが立った所で終了し、甲板一段分下がった後部甲板上には後ろ向きの2番主砲塔が1基の順である。
本級は1910年代後半から順次に近代化改装が行われた。1915年に「オーディン」が、1916年に「トール」が、1917年に「ニオルド」が機関の換装を行い、これに伴って煙突の本数が2本から1本に変更された。前部マストは頂上部に射撃指揮所を持つ簡素なマストへと交換され、後部マストは後に撤去された。

## 武装

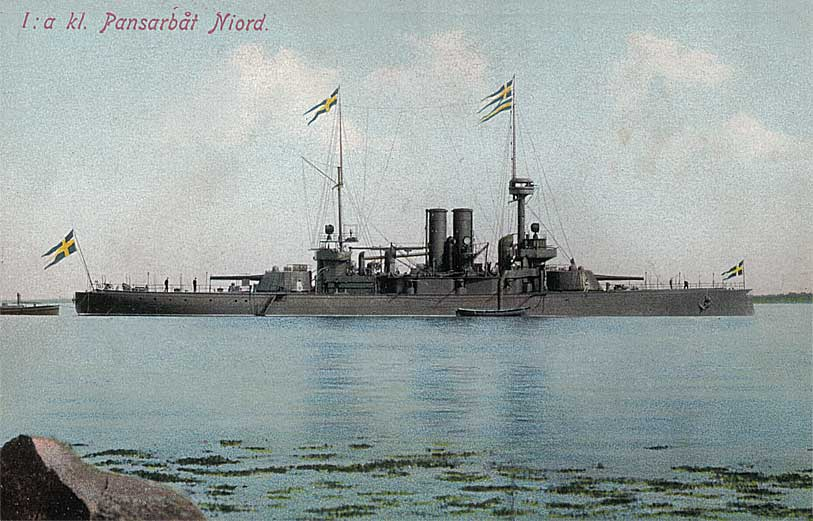
竣工時の「ニオルド」。

### 主砲
本級の主砲にはフランスのカネー社の新設計の「1894年型 25.4cm（44口径）カノン砲」を採用している。その性能は重量225.2kgの砲弾を最大仰角35度で16,836mまで届かせることが出来た。俯仰能力は仰角35度・俯角5度である。さらに旋回角度は左右135度の旋回角度を持っていた。砲塔の旋回、砲身の上下・砲弾の装填の動力は電動で補助に人力を必要とした。発射速度は毎分1発である。

### 副砲、その他備砲、雷装
副砲はボフォース社の「1903年型 12cm（45口径）速射砲」を採用された。これを単装砲架で4基を搭載したその他に対水雷艇用にボフォース 5.7cm（26口径）速射砲4と4.7cm速射砲4と2.5cm速射砲2基と38.1cm水中魚雷発射管1門を搭載した。
「トール」と「ニオルド」は5.7cm（55口径）速射砲を採用しており、この砲は同時期に建造された装甲巡洋艦「フィルギア」の備砲にも採用された。その性能は重量2.72kgの砲弾を最大仰角20度で5,000mまで届かせることが出来た。これを単装砲架で10基を搭載した。砲架の俯仰能力は仰角20度・俯角20度である。旋回角度は360度の旋回角度を持っていたが実際は上部構造物により制限を受けた。砲架の旋回、砲身の上下・砲弾の装填の動力は人力を必要とした。発射速度は毎分20発である。
このため、オーディンは1901年に5.7cm（26口径）速射砲と4.7cm速射砲と2.5cm速射砲のすべてを撤去して姉妹艦と同じく5.7cm（55口径）速射砲10基に換装された。

## 防御
本級の装甲は材質が1番艦は鉄板であったが、2番・3番艦はハーヴェイ・ニッケル製で異なっていた。防御様式はボックス・シタデルと呼ばれる装甲艦時代の様式で、弾薬庫と機関部を装甲で出来た箱で覆う古い形式の防御であった。
オーディンは舷側の水線部はもっとも厚い部分で243mmであった一方、甲板防御は49mm装甲が張られた。主砲塔は前面部が200mmで、バーベット部は247mmであった。副砲ケースメイト（砲郭）は100mm装甲が張られた。司令塔の防御は247mmであった。トールとニオルドは新型装甲のおかげで装甲厚を減じても防御低下はせず、厚さは舷側部は中央部が240mmで末端部まで100mmまでテーパーした。砲塔は190mmでバーベットは200mmで司令塔は190mmあった。

## 同型艦
- オーディン（Oden）

ストックホルム造船所にて1894年起工、1896年9月3日進水、1897年8月6日竣工。1906年から士官候補生の練習艦に対別変更、1937年に解体。
- ニォルド（Niord）

ヨーテボリ造船所にて1896年起工、1898年3月31日進水、1899年2月23日竣工。1922年から1926年にハルクとなり、1944年に解体処分。
- トール（Thor）

ストックホルム造船所にて1896年起工、1898年7月3日進水、1899年6月29日竣工、1937年に解体。